# (16086) 1999 TF90
1999 تي أف 90 (ويعرف أيضًا باسم (16086) 1999 تي أف 90 وفق تسمية الكوكب الصغير) (بالإنجليزية: 1999 TF90)‏ هو كويكب ضمن حزام الكويكبات؛ وترتيبه 16086 من حيث الاكتشاف.
اكتُشف هذا الجُرم الفلكي بواسطة بحث لنكولن عن الكويكبات القريبة من الأرض في 2 أكتوبر 1999.

## وصلات خارجية
- (16086) 1999 TF90 في قاعدة بيانات مختبر الدفع النفاث لأجرام النظام الشمسي الصغيرة

- الاكتشاف · مخطط المدار ·  العناصر المدارية · المعلمات المادية

- (16086) 1999 TF90 على موقع ويكي سكاي: DSS2, SDSS, GALEX, IRAS, Hydrogen α, X-Ray, Astrophoto, Sky Map, Articles and images